# فيكتور فيرايرا
فيكتور فيرايرا (بالإسبانية: Victor Ferreyra)‏ (مواليد 24 فبراير 1964) هو لاعب كرة قدم. يلعب مع منتخب الأرجنتين لكرة القدم منذ عام 1991.

## وصلات خارجية
- فيكتور فيرايرا على موقع رابطة كرة القدم اليابانية للمحترفين (اليابانية)
- فيكتور فيرايرا على موقع قاعدة بيانات كرة القدم.إي يو (الإنجليزية)
- فيكتور فيرايرا على موقع ناشيونال فوتبول تيمز (الإنجليزية)
- فيكتور فيرايرا على موقع Soccerway.com (الإنجليزية)
- فيكتور فيرايرا على موقع عالم كرة القدم.نت (الإنجليزية)

- National Football Teams